# Sprengtporten
Sprengtporten eller Sprengtport var en svensk adlig ätt som tidigare hette Rolant. En gren erhöll friherrlig rang i Sverige, och en annan grevlig rang i Ryssland.

## Historik
Ätten härstammande från den i Tyskland födde överstelöjtnanten Volmar Jakob Rolandt som 1651 erhöll svenskt adelskap med namnet Sprengtport, och var verksam vid Wollmars skans i Livland. Ätten introducerades dock först med hans söner år 1723 på nummer 1740. Han var gift tre gånger, men ätten fortlevde endast med barn ur äktenskapet med den livländska adelsdamen Maria Petzholtz, på svärdssidan med majoren vid Nylands dragoner Magnus Wilhelm Sprengtport. Dennes första hustru var dotter till en kyrkoherde Amnorin i Karelen, och den andra tillhörde släkten Ulfsparre af Broxvik. Magnus Wilhelm Sprengtports andra äktenskap föddes Göran Magnus Sprengtporten, som dömdes som landsförrädare i Sverige och blev rysk greve 1809, och vars samtliga barn avled ogifta, varav Magnus Wilhelm slöt den adliga ätten år 1801, sedan fadern dömts sitt svenska adelskap förlustig och hans farbröder stigit i adlig värdighet.
Göran Magnus Sprengtportens äldre halvbröder, Johan Vilhelm och Jacob Magnus upphöjdes 1766 till friherrar med namnet Sprengtporten, och introducerades på nummer 275. Jacob Magnus avled ogift. Johan Vilhelm Sprengtporten till Sparreholms slott fick med sin andra hustru, grevinnan Sophia Lovisa Mörner af Morlanda, vars mor var en Steuch, två barn. Dottern gifte sig med Carl De Geer (1781–1861). Hennes bror Jakob Vilhelm Sprengtporten var gift med grevinnan Brahe. Deras tre döttrar gifte sig Falkenberg af Trystorp, Wrangel af Sausis och Strömfelt. Den ende sonen Magnus avled ung 1840. Ätten utgick på svärdssidan 1875 med Jakob Vilhelm Sprengtporten.

## Kända personer i ätten
- Carl Henrik Sprengtport (1687–1770), militär
- Johan Vilhelm Sprengtporten (1720–17), friherre, militär och diplomat
- Jacob Magnus Sprengtporten (1727–1786), friherre och militär
- Göran Magnus Sprengtporten (1740–1819), militär och politiker, senare landsförrädare och rysk greve
- Jakob Vilhelm Sprengtporten (1794–1875), friherre och ämbetsman